# Międzynarodowy Dzień Wolontariusza
Międzynarodowy Dzień Wolontariusza (ang. International Volunteer Day, IVD), również Międzynarodowy Dzień Wolontariusza Wspierającego Rozwój Gospodarczy i Społeczny – święto obchodzone corocznie 5 grudnia ustanowione przez Zgromadzenie Ogólne Organizacji Narodów Zjednoczonych rezolucją 40/212 z 17 grudnia 1985 roku.
Obchody koordynowane są przez Wolontariuszy ONZ (ang. United Nations Volunteers, UNV).
Celem obchodów jest uznanie pracy wolontariuszy na całym świecie za ich trud, czas i umiejętności na rzecz rozwoju gospodarczego i społecznego oraz osiągnięcie Milenijnych Celów Rozwoju.
Działalność wolontariuszy obejmuje wspieranie inicjatyw pokojowych, niesienie pomocy humanitarnej i medycznej, monitorowanie przestrzegania praw człowieka oraz wspieranie organizacji pożytku publicznego.
Rok 2001 został ogłoszony Międzynarodowym Rokiem Wolontariatu, co przyczyniło się do aktywizacji działań w tej dziedzinie.